# Парад любви (фильм)
«Парад любви» (англ. The Love Parade) — чёрно-белый художественный фильм, комедийный мюзикл режиссёра Эрнста Любича, вышедший в 1929 году. В главных ролях задействованы Морис Шевалье и Джанет Макдональд. Экранизация пьесы Жюля Шанселя и Леона Ксенрофа «Принц-консорт».

## Сюжет
Граф Альфред Рене (Морис Шевалье), военный атташе посольства Сильвании в Париже, получает приказ вернуться на родину для серьёзного выговора со стороны королевы Луизы (Джанет Макдональд) из-за постоянных любовных интрижек Рене, мешающих работе. В то же время, королеве постоянно напоминают о необходимости выйти замуж. После приезда Рене, королева внезапно видит в нём потенциального жениха.

## В ролях
| Актёр             | Роль              |
| ----------------- | ----------------- |
| Морис Шевалье     | граф Альфред Рене |
| Джанет Макдональд | королева Луиза    |
| Люпино Лейн       | Жак               |
| Лилиан Рот        | Лулу              |
| Юджин Паллетт     | военный министр   |
| Е. Х. Кальверт    | посол Сильвании   |
| Лайонел Белмор    | премьер-министр   |
| Вирджиния Брюс    | фрейлина          |
| Бен Тёрпин        | косоглазый лакей  |

## Награды
Фильм номинировался на шесть статуэток премии «Оскар» в категориях «Лучший фильм», «Лучшая режиссёрская работа» (Эрнст Любич), «Лучшая операторская работа» (Виктор Мильнер), «Лучшая мужская роль» (Морис Шевалье), «Лучшая работа художника-постановщика» (Ханс Драйер) и «Лучший звук» (Фрэнклин Хансен).

## Релиз на видео
С 2000-х годов отреставрированная версия фильма выпущена на DVD изданием Universal Studios Home Entertainment. В России издан на DVD дистрибъютором «Светла».